# Método zahorí
El método zahorí es una actividad que utilizan los radiestesistas o zahoríes para ubicar pozos de agua subterránea que se puedan explotar para su uso. El zahorí utiliza elementos sencillos como dos varillas metálicas, una vara de madera o un péndulo para supuestamente detectar la existencia de flujos magnéticos o líneas ley, corrientes de agua, vetas de minerales, lagos subterráneos, etc. a cualquier profundidad y sustentan la eficacia de la técnica en razones psicológicas, y los movimientos de los instrumentos por el efecto ideomotor.
El método zahorí es una pseudociencia, no hay ninguna evidencia científica que demuestre que sea más efectivo que una adivinación al azar.

## Proceso
1. En primer lugar la persona recorre lentamente el terreno que se va a estudiar, con las varillas, péndulo o rama, en las manos en posición de trabajo. Se mantienen los brazos estirados hacia adelante y la herramienta en posición horizontal. En diferentes puntos del recorrido, la herramienta se moverá, tal parece de forma espontánea.[5]
2. El zahorí tiene en cuenta estas señales de movimientos hasta que se sitúa en el lugar del terreno que considera más adecuado, dando comienzo a la localización de la corriente de agua subterránea.
3. Desde el punto elegido, la persona camina en línea recta hasta que, en un momento del recorrido,la herramienta realiza la señal de nuevo. En ese lugar coloca una marca (x) en el suelo (1).
4. Se sitúa nuevamente la herramienta de trabajo y se continua caminando en la misma dirección.
5. En una posición cercana a la demarcada con (x), próxima al primer punto (2), la herramienta realiza la siguiente señal, diferente de la primera para poder distinguirla. Este lugar se tiene en cuenta pero no se realiza acción alguna y sigue caminando.
6. A una distancia mayor del primer punto, la herramienta realiza la señal inicial de nuevo. De igual manera a la inicial se coloca una nueva marca (x) en el suelo (3).
7. Avanzando aproximadamente un metro, la persona se gira 180° y con la herramienta en posición vuelve a pasar sobre el mismo punto (3), pero en sentido inverso. Al caminar en sentido contrario la herramienta no hace señales.
8. Continúa hacia el punto (1) y cuando de nuevo se encuentra bastante cerca, la herramienta para un movimiento de nuevo e el punto (2).
9. Se repite la operación en el lado contrario, marcando (x) de igual manera el punto (4).
10. En otro lugar del terreno, vuelve a repetir un proceso análogo, con idénticos resultados.

Una vez realizado este proceso, el zahorí se considera en condiciones de afirmar que existe una corriente de agua en dicho lugar, situada en la vertical del punto (1). La distancia entre los puntos (1) y (2) corresponde a la anchura de la corriente detectada.

## Herramientas utilizadas

### Horquillas de madera
Las horquillas de madera son la rama de un árbol, generalmente en forma de "Y" para mejor funcionamiento. Generalmente se unen ramas de un mango. Pueden determinar la localización de agua, objetos perdidos o tesoros.

### Varillas
Las varillas se usan para detección en terrenos, casas y edificios. Otra aplicación es definir la ubicación de radiaciones nocivas y geopatías en casas y negocios. También se usan para detectar bloqueos energéticos en personas.

### Péndulo
Los péndulos son instrumentos de conocimiento que funcionan independientemente de sus características físicas, por lo que pueden ser construidos con cualquier material. Requieren un corto entrenamiento para su manejo.
- Péndulos magnéticos: en teoría, cuando se hace una medición muy precisa sobre una escala o un plano, el campo magnético de la Tierra afecta a las lecturas, por eso si hacemos una medición estando parados y con cierta orientación, obtenemos una lectura, y si cambiamos nuestra orientación y repetimos la medición, nuestra lectura será distinta.
- Péndulos con punta en el extremo inferior: Si se requiere hacer mediciones muy precisas, la punta facilita la lectura sobre las escalas de medición.